# Maurice Gardès
Maurice Marcel Gardès (ur. 4 lutego 1945 w Lyonie) – francuski duchowny katolicki, arcybiskup Auch w latach 2005–2020.

## Życiorys

### Prezbiterat
Święcenia kapłańskie otrzymał 22 czerwca 1975 i został inkardynowany do archidiecezji lyońskiej. Był m.in. diecezjalnym duszpasterzem ruchu JIC oraz wikariuszem generalnym archidiecezji. Odpowiadał także za stałą formację duchowieństwa. 

### Episkopat
21 grudnia 2004 papież Jan Paweł II mianował do arcybiskupem ordynariuszem archidiecezji Auch. Sakry biskupiej udzielił mu 6 lutego 2005 ówczesny arcybiskup Tuluzy – Émile Marcus. 22 października 2020 roku papież Franciszek przyjął jego rezygnację z pełnionej funkcji.